# Pegvisomant
Pegvisomant (s tržnim imenom Somavert) je antagonist (zaviralec) receptorja rastnega hormona (somatotropina), ki se uporablja za zdravljenje akromegalije in gigantizma. Uporablja se predvsem, kadar tumorjev hipofiznega tkiva, ki povzročajo akromegalijo ali gigantizem, ni mogoče nadzorovati s pomočjo kirurških posegov ali obsevanja, neuspešna pa je tudi aplikacija analogov somatostatina. Zdravilo je koristno tudi v primeru monoterapije (zdravljenja z zgolj enim zdravilom). Pegvisomant se aplicira v obliki praška, pomešanega z vodo in injiciranega pod kožo (subkutana aplikacija).

## Odkritje
Pegvisomant sta leta 1987 na Univerzi v Ohiu odkrila profesor John Kopchick in študent Wen Chen (z Edisonovega biotehnološkega inštituta). Po uspešnem zaključku kliničnih preizkusov je FDA zdravilo potrdila za zdravljenje akromegalije, za trgovanje pa je poskrbelo farmacevtsko podjetje Pfizer.

## Zgradba
Pegvisomant je beljakovina, zgrajena iz 191 aminokislinskih ostankov, na katere je s kovalentnimi vezmi vezano večje število polimerov polietilen glikola. Beljakovina je modificirana različica človeškega rastnega hormona, prilagojena na vezavo na receptorje rastnega hormona. Pegvisomant se proizvaja s pomočjo genetskih tehnik in modificiranih ešerihij vrste E. coli.

## Mehanizem delovanja
Pegvisomant zavira interakcijo med rastnim hormonom in receptorjem rastnega hormona, kar zniža nastajanje inzulinu podobnega rastnega faktorja 1, IGF-1. Slednji je odgovoren za večino simptomov akromegalije, povrnitev njegove ravni na normalno vrednost pa omogoča nadziranje nekaterih simptomov.
Dalj časa trajajoče študije s pegvisomantom v obliki monoterapije so pokazale, da je aplikacija varna. Trenutno velja, da je zdravljenje s pegvisomantom (v obliki monoterapije) ali v kombinaciji z analogi somatostatina, najučinkovitejše za akromegalijo.

## Neželeni učinki
Med neželene učinke pegvisomanta spadajo reakcija na mestu injiciranja, zatekanje okončin, bolečine v prsnem košu, hipoglikemija, hepatitis in slabost.

## Uporaba drugod
Novejše študije so pokazale, da je pegvisomant v kombinaciji z drugimi zdravili uporaben tudi kot sredstvo proti tumorjem določenih tipov raka.